# Erik Waller (Mediziner)

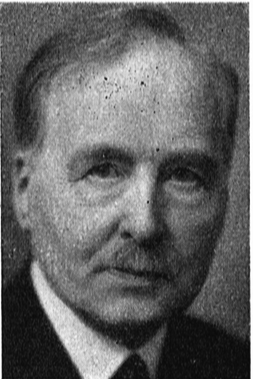
Axel Erik Waller

Axel Erik Waller (* 29. November 1875 in Önum; † 28. Januar 1955 in Lidköping) war ein schwedischer Chirurg und Medizinhistoriker.

## Leben
Erik Waller studierte bis 1900 an der Universität Uppsala Medizin, war bis 1905 am Karolinska Institutet und arbeitete anschließend als Chirurg in verschiedenen Teilen von Schweden. 1909 kehrte er in seine Heimatprovinz zurück und arbeitete bis zu seiner Pensionierung in Lidköping. Anschließend zog er nach Stockholm und war zwischen 1940 und 1946 Bibliothekar bei der Schwedischen Medizinischen Gesellschaft. 1951 kehrte er erneut nach Lidköping zurück, wo er am 28. Januar 1955 starb.
Bereits um 1910 begann Erik Waller systematisch ältere medizinische und wissenschaftliche Literatur zu sammeln und bereiste hierzu zahlreiche Städte in Europa. Unter den mehr als 20.000 von ihm im Lauf der Zeit gesammelten Werken befinden sich unter anderem 150 Inkunabeln, die im 15. Jahrhundert in den ersten Jahrzehnten der europäischen Buchdruckkunst gedruckt wurden und zum Teil sehr selten sind. Wallers Büchersammlung wurde 1950 an die Universitätsbibliothek Uppsala übergeben und ist heute als Bibliotheca Walleriana eine  der weltweit größten und wertvollsten Sammlungen medizingeschichtlicher Literatur.
Wallers Handschriftsammlung, die 1955 von der Universitätsbibliothek erworben wurde und etwa 38.000 Einzeldokumente umfasst, wurde weltweit für Forschungszwecke frei zugänglich gemacht.  Alle Manuskripte wurden katalogisiert, gescannt, und die Datenbank wurde im Internet veröffentlicht.
Seine etwa 700 Exponate umfassende Sammlung geschichtsrelevanter Münzen und Medaillen wurde im Uppsala universitets myntkabinett vereinnahmt.
Erik Waller wurde 1940 als Mitglied in die Deutsche Akademie der Naturforscher Leopoldina aufgenommen. Am 6. Februar 1940 wurde er Mitglied der Kungliga Vitterhets Historie och Antikvitets Akademien.